# بيتر فري
بيتر فري هو متزحلق جبال الألب سويسري، ولد في 6 أغسطس 1946 في دافوس في سويسرا.

## وصلات خارجية
- بيتر فري على موقع الاتحاد الدولي للتزلج (التزلج على المنحدرات الثلجية) (الإنجليزية)
- بيتر فري على موقع أوليمبيديا (الإنجليزية)